# Nordmakedoniens damlandslag i handboll
Nordmakedoniens damlandslag i handboll representerar Nordmakedonien i handboll på damsidan.

## Resultat

### Världsmästerskap
- 1957 till 1990 – Del av Jugoslavien
- 1993 – Deltog inte
- 1995 – Kvalade inte in
- 1997 : 7
- 1999 : 8
- 2001 : 21
- 2003 – Kvalade inte in
- 2005 : 15
- 2007 : 12
- 2009 – Kvalade inte in
- 2011 – Kvalade inte in

### Europamästerskap
- 1994 – Deltog inte
- 1996 – Kvalade inte in
- 1998 : 8
- 2000 : 8
- 2002 – Kvalade inte in
- 2004 – Kvalade inte in
- 2006 : 12
- 2008 : 7
- 2010 – Kvalade inte in
- 2012 : 16
- 2014 – Kvalade inte in
- 2016 – Kvalade inte in
- 2018 – Kvalade inte in
- 2020 – Kvalade inte in
- 2022 : 16